# Betiscoides meridionalis
Betiscoides meridionalis is een rechtvleugelig insect uit de familie Lentulidae. De wetenschappelijke naam van deze soort is voor het eerst geldig gepubliceerd in 1923 door Sjöstedt.
1. ↑  (en) Betiscoides meridionalis op de IUCN Red List of Threatened Species.